# 차우민
차우민(본명: 김민우, 한국 한자: 金玟祐, 2000년 10월 24일~)은 대한민국의 배우다.

## 생애
- 초등학교 4학년부터 중학교 2학년까지는 수영을 했고, 중학교 2학년 때부터는 유도로 전향을 하면서 고등학교 2학년까지 운동을 했으나, 입시 준비를 하면서 연기에 관심을 가져 서울예대 연기과에 진학했다.

- 2021년 웹드라마 플로리다 반점의 주연으로 데뷔하였고, 2023년 U+모바일tv 드라마 밤이 되었습니다가 넷플릭스에 동시 공개되며 이름을 알리기 시작했다.

## 학력
- 부산강서고등학교 (졸업)
- 서울예술대학교 연기과 (휴학)

## 출연작

### 예능
- 《제철 남자》 (2025년, TV CHOSUN)

### 드라마
- 《보물섬》 (2025년, SBS) - 지선우 역
- 《스터디그룹》 (2025년 TVING) - 피한울 역
- 《스피릿 핑거스》 (2024년) - 변태선 역
- 《밤이 되었습니다》 (2023년 U+모바일tv) - 고경준 역
- 《플로리다 반점》 (2021년 웹드라마) - 서해원 역
- 《약한영웅 Class 1》 (2022년 wavve) - 강우영 역

### 영화
- 《고백의 역사》 (미정) - 김현 역
- 《용감한 시민》 (2023년)  - 이문기 역

### 공연
- 2020년 《리투아니아', '고양이 늪'》

## 수상 및 후보
| 연도 | 시상식              | 부문                       | 작품       | 결과 |
| ---- | ------------------- | -------------------------- | ---------- | ---- |
| 2025 | 제61회 백상예술대상 | 방송 부문 남자 신인 연기상 | 스터디그룹 | 후보 |